# Districte de Prome
El districte de Prome o districte de Pyay és una divisió administrativa de la divisió de Bago (o de Pegu) a Myanmar, amb capital a Pyay o Prome. La població estimada el 2003 era d'1.050.622 habitants i la superfície de 7.642 km². El riu principal del districte és l'Irauadi que el creua de nord a sud. Està format per sis municipis:
- Prome o Pyay
- Pauk-Khoung
- Padoung (Padaung)
- Poungdei
- Thegonn
- Shwedaung

El municipi de Padoung és el més gran i arribà a formar un terç de la superfície ocupant la part a l'oest del riu. En el districte destaca el llac Inma (15 km de llarg per 6 d'ample) en el que desaigua el Myitmaka o Hlaing, paral·lel a l'Irauadi. Les úniques muntanyes són el Pegu Yoma, que limiten el districte a l'est, i les Arakan Yoma, que el limiten a l'oest.

## Història
Segons la tradició la tribu pyu va fundar un regne a la regió de Prome sota un sobirà anomenat Dutabaung; els pyu junt amb els arakanesos i altres formaven una branca de l'ètnia birmania original. Els primers relats situen la fundació de Tharekhettra, la vella capital, l'any del segon gran concili budista, el 443 aC. D'aquesta ciutat només resten algunes ruïnes i pagodes en una zona de maresma a uns 10 km de la ciutat. S'esmenten tres reis: Suryavikrama, Harivikrama i Sihavikrama amb una cronologia ben incerta.
Les antigues cròniques tenen poc valor històric. Els pyus s'haurien separat dels birmans i es van establir a Tadaung i seguint la vall de l'Irauadi haurien arribat als dominis talaings (mons) al delta; llavors es van aturar i van formar un principat. La capital Tharekhettra (també Sri Kshettra) s'hauria fundat seguint una profecia de Buda i estava a l'est-sud-est de la Prome moderna. Dutabaung era considerat reencarnació de Sidartha Gautama. Als primers segles de l'era cristiana van patir diverses derrotes contra els talaings. La capital segons la llegenda estava rodejada per una muralla de 60 km amb 32 grans portes i 23 petites. Sobre el seu abandonament hi ha diverses teories i una d'elles diu que va quedar deserta al segle II degut a un canvi del curs del riu.
Una altra data que es pot establir fou la del tercer gran concili budista, celebrat el 22è any de regnat d'Asoka i el 18è des de la coronació, el 244 aC, presidit per Arahat Mogaliputra. El capità C.J.F. Forbes, subcomissionat local, suposa a la primera dinastia de Prome governant entre el 444 aC i el 107 dC. En el regnat del tercer rei fou quan Alexandre el Gran hauria envaït l'Índia el 327 aC i s'hauria celebrat el tercer concili budista que fixa en el 308 aC: la diferència en aquesta data és causada pels càlculs segons dates birmanes. Cap altra referència exterior serveix de referència per Prome fins vers el 90 aC quan les escriptures budistes foren reduïdes a escrits a Ceilan com esmenten les fulles de palmera gravades birmanes. Això va passar al 17è any de regnat d'un rei anomenat Te-Pa o Tepa o Topa, originalment un pobre estudiant que volia ser sacerdot, i fou adoptat pel seu jove predecessor i hauria pujat al tron vers 107 aC. Si aquesta cronologia fos correcte els reis de la primera dinastia haurien regnat 40 anys cadascun excepte Dutabaung que les cròniques diuen que va regnar 70 anys; això sembla massa temps.
La dinastia de Tepa va ocupar el poder a Tharekhettra durant 202 anys, fins al 95; llavors va esclatar la guerra civil i es va produir la invasió dels arakanesos (tribu kanran). El darrer rei fou Thupanya. El seu nebot Thamundarit va fugir a Taung-ngu (Toungoo), al sud-est de Prome, va creuar l'Irauadi cap a Padaung, però amenaçat pels kanrans va fugir al nord a Mindun. Finalment va creuar altre cop el riu i va fundar la ciutat de Pagan (108). En l'establiment del regne el va ajudar un príncep de la dinastia enderrocada, Pyuminti o Pyusawti, que es va casar amb la seva filla i més tard el va succeir.
És possible que la dinastia que va prendre el poder a Prome fou destruïda per Pegu vers el 742 o que els fet del segle II o del segle viii siguin en realitat una sola cosa mal situada en el temps. Sembla clar que els talaings van dominar un temps Prome i posteriorment torna a aparèixer com a regne independent però a la meitat del segle xi fou annexionada altre cop, ara per Anawratha de Pagan (1044-1077) i la capital Sri Ksetra (Sri Kshettra o Tharekhettra) fou destruïda (més tard es va reconstruir a uns quants km a l'oest).
Entre el segle xiv i el XVI els shans van establir principats sobre les restes del regne de Pagan: Vers 1365 un príncep de l'antiga dinastia de Tagaung va restablir el seu regne però només va durar un anys
. El 1404 Razadirit, rei talaing amb seu a Pegu, va envair Birmània, va passar per Prome i Myedeh, i va assolar el país a l'entorn d'Ava; al final del segle xv el poder dels reis d'Ava estava agonitzant i els prínceps o sawbwas xans van dominar el territori i un d'ells s va establir a Taung-ngu. El 1530, Mintarashweti o Tabinshweti, va pujar al tron de Taung-ngu (Toungoo) i quatre anys després va començar les seves conquestes envaint Pegu; en dues campanyes va aniquilar el poder talaing; el rei mon a fugir a Prome i Mintarashweti va establir la seva capital a Pegu.
Es va formar una aliança entre els reis d'Ava, Prome i Arakan però foren derrotats per Tabinshweti de Toungoo i pel seu general Burinnaung, prop de Prome, ciutat que es va rendir el 1542. Els darrers anys de la seva vida Tabinshweti es va associar a un aventurer portuguès poc recomanable i finalment fou assassinat el maig de 1550 després de regnar 20 anys, quan dominava Taung-ngu, Pegu, Tenasserim i l'Alta Birmània fins a Pagan; els reis de Birmània i Siam li pagaven tribut. Burinnaung, el general al que devia gran part de l'èxit, el va succeir amb el títol de Shinpyumyashin (literalment "Senyor de molt elefants blancs"), per haver capturat sis elefants blancs del rei de Siam. A la mort de Tabinshweti els reis vassalls de Prome i Taungngu (Toungoo), que eren germans de Burinnaung, es van fer independents i l'antiga família reial talaing també va renovar la seva pretensió al tron de Pegu. Burinnaung va sotmetre als sus germans, primer el de Taung-ngu, i després va creuar a Mye-deh i Ma-lun, i va obtenir un flota de barques amb les quals va embarcar cap a Prome, que va sotmetre; després va anar al nord, i va arribar a Ava quan va saber que els peguans estaven atacant Toungoo; l'intent rebel fou frustrat. Llavors Burinnaung va cridar a la seva família i va distribuir les províncies entre els seus germans als que va fer prínceps tributaris de Martaban, Prome i Toungoo. Shinpyumyashin va morir el 1581, i el seu domini es va dissoldre aviat; la seu de govern va retornar a la seva mort a Toungoo, i un dels seus fills petits, Nyaungranmintara, va establir capital a Ava. El regne de Prome fou llavors independent.
Al final del regne d'Ava la mala administració dels oficials reials va causar la revolta dels mons o talaings de Pegu. Els talaings es van fer independents i van dominar Prome; el segon rei Byinyadala va envair Birmània i va conquerir Ava portant presoner a Pegu al rei d'Ava, i sotmetent l'Alta Birmània excepte la vila de Mut-so-bo, uns quilòmetres al nord d'Ava, població governada per Maung Aungzeya, que va refusar rendir-se als talaings i encara que fou repetidament atacat va rebutjar tots els atacs. La fama del seu patriotisme li va portar molts seguidors entre els birmans que havien caigut sota domini talaing i finalment va reconquerir Ava i l'Alta Birmània i es va proclamar rei com Alaungmintaragyi o Alaungpaya o Akungpaya (congut a Europa com Alompra), i va esdevenir el fundador de la tercera dinastia de reis d'Ava, coneguda també com Konbaung (1753). El 1758 va conquerir Pegu i es va emportar captiu al darrer rei talaing Byahmaingtiraza. Prome va esdevenir una província birmana.
Va tenir un notable paper en la primera Guerra Anglo-birmana de 1824-1826 quan un exèrcit birmà de 60.000 homes va ocupar la ciutat el 1825 però foren derrotats per la força britànica manada per Sir A. Campbell, el que va ser decisiu pel desenvolupament de la guerra. A la segona Guerra Anglo-birmana el 1852 Prom fou ocupada temporalment per una petita força britànica manada pel comandant Tarleton, i seguidament el cap birmà fou derrotat pel general Godwin. Amb la revolta de Mindon Min els birmans es van retirar de la zona durant la resta de la guerra. En l'acord de pau fou cedida als britànics (1853) i va formar u districte. La ciutat fou arrasada pel foc el 1862 i creada municipalitat el 1874.
La població era:
- 1872: 280.288
- 1881: 328.905
- 1891: 368.977
- 1901: 365.804

Hi havia 1.761 pobles. El 93% de la població eren birmans i el birmà el parlava el 94%, però hi havia minories xins, karens i xans que parlaven llengües pròpies. Quasi tothom era budista encara que entre els xins hi havia animistes; hi havia també 481 cristians el 1901.
Administrativament hi havia tres subdivisions i set municipis:
- Prome
  - Prome
  - Paukkaung
  - Hmawza
- Paungde
  - Paungde
  - Thegon
- Shwedaung 
  - Shwedaung
  - Padaung

El municipi de Prome tenia 23 km² i uns 40.000 habitants.

## Pagodes
- Pagoda Shwesandaw
- Pagoda Shwenattaung, fundada per la espoa del mític rei Dutabaung.